# Aviva
Aviva ist die fünftgrößte Versicherungsgesellschaft der Welt nach AXA, Allianz SE, ING Groep und Fortis.
Sie hat 33,4 Mio. Kunden (Stand 2020). Im Vereinigten Königreich ist Aviva der größte Schadenversicherer und einer der führenden Lebens- und Rentenversicherungsanbieter. Darüber hinaus ist Aviva der zweitgrößte Schadenversicherer in Kanada.

## Geschichte
Aviva ist einer der ältesten Versicherer der Welt. 
Der früheste Bestandteil, die Hand in Hand, wurde am 12. November 1696 im Tom's Coffee House in der St. Martin's Lane, London, gegründet. Als Gegenseitigkeitsgesellschaft gegründet, war das Unternehmen einst das älteste bestehende Feuerversicherungsbüro der Welt. Es war ein Vorläufer des modernen Genossenschaftssystems. Der Versicherer Hand in Hand wurde 1905 von der Commercial Union übernommen.
1699 begann Die Hand in Hand, Feuerwehrleute einzustellen, um ihren Versicherungsnehmern im Brandfall zu helfen. Anfangs wurden sechs Männer angestellt und erhielten blaue, rot gefütterte Uniformen. Die Brigade des Unternehmens bekämpfte Brände in London bis 1833, als sie sich mit neun anderen zur London Fire Engine Establishment zusammenschloss. 
John Hartley, ein Londoner Buchhändler, gründete 1704 die Amicable Society for a Perpetual Assurance Office. Unter einer Charta von Queen Anne gegründet, behauptete Amicable, die weltweit erste Lebensversicherungsgesellschaft auf Gegenseitigkeit zu sein. Die Norwich Union Life Insurance Society erwarb Amicable 1866.
Im Jahre 1780 wurde in Irland die Liberal Annuity Company of Dublin gegründet. Sie wurde 1876 von der National Assurance Company of Ireland erworben, die 1906 mit der Yorkshire Insurance Company fusionierte. Diese wurde 1967 von General Accident erworben.
1792 wurde die Norwich General Assurance Company Thomas Bignold als Feuerversicherung  gegründet. 1797 zog das Unternehmen von Gentleman's Walk in Norwich in neue Räumlichkeiten in St. Giles um. Bignold blieb bei Gentleman's Walk und gründete eine neue Gesellschaft, die Norwich Union Fire Insurance Society, die 1821 Norwich General übernahm.
1808 gründete Thomas Bignold 1808 die Norwich Union Life Insurance Society.
Mit Gründung der New South Wales Marine Assurance Company betrat das Unternehmen den australischen Markt. Sie wurde 1881 von der Commercial Union übernommen. Der Konzern verkaufte sein australisches allgemeines Versicherungsgeschäft im Jahr 2002 und sein Lebens- und Rentengeschäft im Jahr 2009.
1855 eröffnete die Northern Assurance in Shanghai ein Büro. Mehrere andere Unternehmen des Konzerns waren in den folgenden Jahren in China tätig. Alle wurden bis 1951 geschlossen. Das aktuelle Joint Venture der Gruppe, Aviva-COFCO Life Insurance, wurde im Januar 2003 eröffnet.
Northern Assurance eröffnete 1856 eine Vertretung in St. Petersburg. Das Geschäft wurde nach der Revolution von 1917 und der anschließenden Verstaatlichung eingestellt. 2005 wurde ein Büro in Moskau wiedereröffnet und im März 2006 erhielt Aviva Russland eine Lizenz zum Verkauf von langfristigen Spar- und Sicherungsprodukten. Der Betrieb wurde 2013 veräußert.
1896 wurde General Accident die erste Kfz-Versicherung in Großbritannien.
Das Passagierschiff Titanic sank am 15. April 1912, nachdem es einen Eisberg getroffen hatte. Mehr als 1.500 Menschen kamen ums Leben. Commercial Union war nur eines der Unternehmen, die das Schiff der White Star Line versicherten. Die Eigner hatten so viel Vertrauen in ihr Design, dass sie das Schiff nicht zu seinem vollen Wert versichert hatten. Dies wurde auf £ 1.750.000 geschätzt. Der Vorfall war der „schwerste Einzelschaden, der Versicherer je erlitten hat“, wie die Zeitung The Times im Jahr 1912 berichtete.
1959 übernahm die  Commercial Union North British & Mercantile Insurance Company. Im gleichen Jahr übernimmt Norwich Union die Gesellschaft  Scottish Union. 
1968 übernimmt die Commercial Union die Versicherung Northern Assurance.
New Zealand Insurance Company wurde 1989 von der General Accident Fire and Life Assurance Corporation übernommen. NZI wurde 1859 als neuseeländische Versicherungsgesellschaft gegründet. Sie wurde 2002 verkauft.
Aviva wurde am 20. Oktober 2009 an der New Yorker Börse notiert. Dies wurde auch der Tatsache geschuldet, dass mehr als 20 % seiner Aktionäre in den Vereinigten Staaten waren.
Astra Aviva Life wurde 2014 als Joint Venture mit PT Astra International Tbk gegründet. Das Unternehmen wurde gegründet, um Lebensversicherungsprodukte in Indonesien zu verkaufen und zu vertreiben. Diese baute auf dem seit 2010 bestehenden Geschäft von Aviva im Land auf. Am 18. November 2020 wurde die Beteiligung an dem Joint Venture in Indonesien verkauft.
Aviva entstand aus einem Zusammenschluss von zwei britischen Versicherungen, Norwich Union und CGU plc (CGU war 1998 aus einer Fusion von Commercial Union und General Accident hervorgegangen), als CGNU im Jahr 2000. Im Juli 2002 wurde der Name CGNU in Aviva umgewandelt, abgeleitet aus viva, dem lateinischen Wort für ‚lebendig‘. Dies sollte einprägsamer sein als die bislang verwendete Abkürzung. In den meisten Ländern, mit Ausnahme einiger gewohnter Bezeichnungen, wird seitdem der einheitliche Name Aviva verwendet.
Im März 2005 erwarb Aviva die RAC Limited, den gewerblichen Ableger (u. a. Pannendienst) des britischen Royal Automobile Club für rund 1,1 Milliarden £, verkaufte diese jedoch 2011 an die amerikanische Carlyle Group.
Im Jahre 2006 erwarb Aviva den amerikanischen Finanzdienstleister AmerUs Group für 2,9 Milliarden $, um seine Präsenz in den Vereinigten Staaten zu erhöhen. AmerUs Group wurde als Aviva USA nach der Übernahme weitergeführt.
Aviva hat ihre niederländische Tochter Delta Lloyd, deren Kernmärkte Belgien und die Niederlande sind, im November 2009  an die Börse gebracht. Die niederländische Delta Lloyd hat auch eine gleichnamige deutsche Tochter, diese hat aber den Neuvertrieb von Versicherungen und den Außendienst eingestellt. Handelsplatz ist die NYSE Euronext in Amsterdam. Der Konzern erhielt 2009 einen Emissionserlös in Höhe von etwa 1,12 Mrd. €, was unter den Erwartungen lag. Aviva trennt sich im Zuge des IPOs nur von 42,8 % seiner Delta-Lloyd-Aktien und behält mit 53,0 % der Stimmrechte die Mehrheit an dem Unternehmen. Das Geld soll insbesondere für Zukäufe genutzt werden.
2011 und 2012 hat sich Aviva von weiteren Anteilen an Delta Lloyd getrennt und hält aktuell nur noch 19 % der Aktien.
Im Juni 2009 veräußerte der Konzern sein australisches Vermögensverwaltungsgeschäft Navigator für 825 Mio. A$ an die National Australia Bank.
Im Februar 2012 verkaufte Aviva ihren Gesundheitsbereich an das britische Unternehmen Capita.
Im Juli 2012 kündigte Aviva an, 16 Bereiche, die nicht zum Kerngeschäft gehören oder deren Gewinn unterdurchschnittlich ist, zu verkaufen oder zu schließen, um den Gewinn zu steigern. Dazu gehört auch der Bereich in Südkorea.
Im Dezember 2012 verkauft der Konzern Aviva USA an Athene Holding für 1,8 Mrd. $ zur Verringerung der Konzernkapitalanforderungen.
Astra Aviva Life wurde 2014 als Joint Venture mit PT Astra International Tbk gegründet. Das Unternehmen wurde gegründet, um Lebensversicherungsprodukte in Indonesien zu verkaufen und zu vertreiben. Diese baute auf dem seit 2010 bestehenden Geschäft von Aviva im Land auf. Am 18. November 2020 wurde die Beteiligung an dem Joint Venture in Indonesien verkauft.

## Geschäftsfelder
Die Hauptaktivitäten des Konzerns sind Lebens- und Sachversicherung, langfristige Sparprodukte und Fondsmanagement.  Aviva Investors hat Vermögen im Wert von 226 Mrd. £ (Stand März 2023) unter Verwaltung.

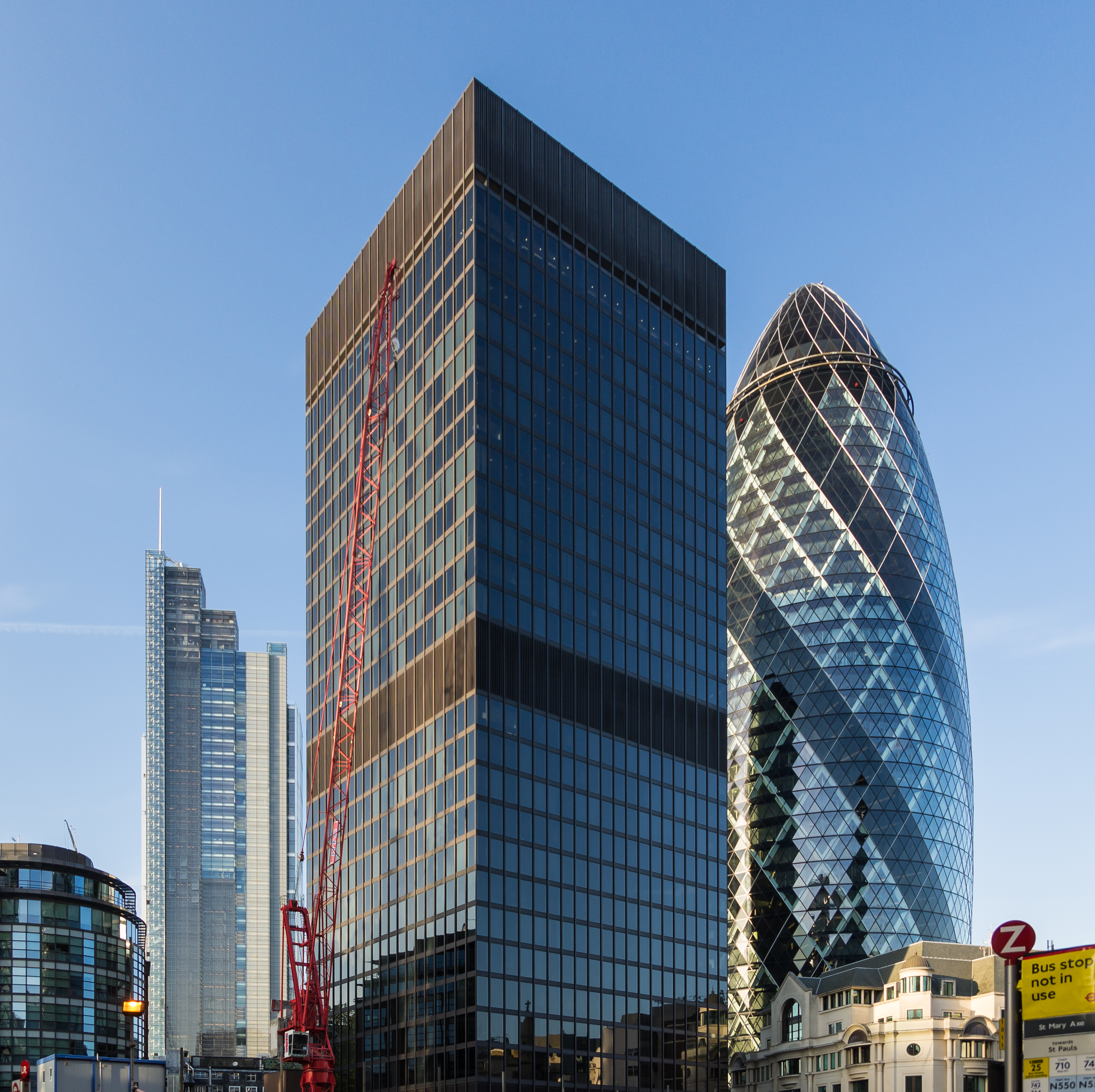
Aviva Hauptquartier in der Londoner City (2011)

## Tochtergesellschaften
Aviva ist in folgenden Ländern vertreten:
- Großbritannien - Aviva Life - Lebensversicherung (vormals Norwich Union), Aviva Insurance - Schadensversicherer, Aviva Investors - Fondsgesellschaft

- Kanada - Aviva Canada
- China - Aviva-Cofco
- Frankreich - Aviva France
- Hongkong
- Indien - Aviva Indien
- Indonesien
- Irland - Aviva Direct, Aviva Health

- Italien - Aviva Italia Holding-S.p.A.
- Litauen
- Polen - Aviva
- Singapur
- Spanien
- Taiwan - First Aviva
- Türkei - AvivaSA Emeklilik
- Vietnam

## Aktionärsstruktur
Mit Stand von 26. Februar 2025 waren folgende Hauptanteilseigner bekannt:
- BlackRock - 5,01 %
- Dodge & Cox - 4,99 %
- Norges Bank - 2,99 %